# 竹島紀元
竹島 紀元（たけしま としもと、1926年2月- 2015年7月26日）は、日本の編集者、映画監督。雑誌『鉄道ジャーナル』、『旅と鉄道』の元編集長および両雑誌を発行する出版社鉄道ジャーナル社の元代表取締役社長（創業者）である。日本における「ブルートレイン」の名付け親でもある。

## 経歴
農林技官だった父親の赴任先、日本統治時代の朝鮮・通川で生まれ、その後京城（現・ソウル）に移り1945年の敗戦まで朝鮮半島で育ち（その間、1942年に福岡県久留米市の中学へ転校し、1944年に京城帝国大学予科へ入学のため京城へ戻り、敗戦を迎えている）、福岡県羽犬塚（現・筑後市）へ引き揚げる。
1946年に入学した旧制五高在籍中、理科系の学生は機関区で実習できると聞き熊本機関区にてSLの乗務実習を受けている。九州大学工学部へ進む頃には乗務実習の経験から機関士に憧れ国鉄に入ろうと考えるも、高学歴のため入社しても現場の勤務には従事できないこと、国鉄発足直後で余剰人員を抱えており新規採用どころではないなどの事情で国鉄入社は断念する。
大学中退後、病院勤務の傍ら『鉄道ピクトリアル』誌に投稿して鉄道雑誌の取材・編集に関係するようになる。また、同時期に8mmムービーでの動画撮影も始め、1959年にRKB毎日放送が主催する短編映画コンクールに出品した『山を越える機関車』が特選に入るなど10年ほどにわたり九州で活動を続けたのち、1961年に上京。国鉄関係者の口利きで財団法人交通協力会に採用されて出版部の編集・カメラマンとして従事しつつ、『鉄道ピクトリアル』誌や『鉄道ファン』誌での編集や執筆も行うようになった。
1965年、「鉄道記録映画社」を設立し独立。鉄道に関係する記録映画の制作を始め、のちに国鉄のPR映像も制作する。
1967年5月、知人の経営する広告代理店、東亜企画を通じて『鉄道ジャーナル』を季刊誌として創刊、自ら編集長となる。しかし、東亜企画の経営難から第3号の発行が困難になり、鉄道記録映画社が制作・発行業務を引き継いで、同時に（第3号、1967年11月号から）月刊化した。1970年には、業務の比重が映像よりも出版に移行したため、鉄道記録映画社を現在の「鉄道ジャーナル社」に社名変更している。
1971年、季刊で『旅と鉄道』を創刊、必ずしも鉄道にこだわらない旅行雑誌として2009年まで発売を続けた（末期は月刊化）。
編集者としても長く活動し、『鉄道ジャーナル』誌では自ら写真も含め取材した記事が多かったが、21世紀に入る頃にはアジア・ロシアの鉄道に関係する紀行記事を掲載する程度となっていた。編集長時代は同誌巻末で毎号、鉄道や社会・出版などに関するコラムを掲載していた。この他、1988年3月に発生した上海列車事故の際も、他のマスコミ報道に左右されない独自の見解を述べていた。
映像に関しては「鉄道に関する豊富な知識と資料を駆使して自主制作したものであり、他社ビデオ作品の追随を許さない本格的作品に仕上がっている」としていた。また、映像づくりの手法と雰囲気を雑誌の取材・編集に取り入れることにより、リズミカルで躍動感にあふれる雑誌に育てたいとも述べている。
一方誌上では、鉄道と直接無関係な話題で政治色を滲ませ、議論になったことがある。2001年8月号（通巻418号）に掲載された朝鮮半島の鉄道に関する自ら執筆した記事内で、日本軍による慰安婦の強制連行についてその事実はないと主張したため、2002年1月号（通巻423号）まで読者を巻き込む論争となり、記事内容の補足説明などに追われた。その中で、問題点が指摘されていた新しい歴史教科書に対する中韓両国の修正要求に対し「内政干渉」であるとする見解を持っていることも示された。また、国鉄分割民営化に際しては「政府に従うのが民主主義」と編集長コラムで断言したこともあった。
2006年12月刊行の『鉄道ジャーナル』2007年2月号限りで、高齢のため同誌編集長を退任（後任は宮原正和）。『旅と鉄道』も、2007年春の号（同年3月発行）より宮原に編集長の座を譲っている。2010年には鉄道ジャーナル社社長も退任し、成美堂出版に経営を譲渡して深見悦司が後任の社長となった。
肉類が嫌いであり、駅弁のメニューで肉料理しかなく、やむを得ず食事を我慢するという描写が乗車ルポではしばしば見られた。
2015年7月26日午前5時38分、肺炎のために東京都内の病院にて死去。享年89。

## 出版物

### 鉄道ジャーナル社の出版物
- 鉄道ジャーナル
- 旅と鉄道
- 年鑑日本の鉄道

### 鉄道ジャーナル社以外の出版物
- もっともくわしい機関車鉄道図鑑（朝日ソノラマ）
- もっともくわしいブルートレイン図鑑（朝日ソノラマ）
- もっともくわしい特急列車図鑑（朝日ソノラマ）
- もっともくわしい電車機関車図鑑（朝日ソノラマ）
- 鉄道ターミナル (1)（朝日ソノラマ）ISBN 9784257690313
- 鉄道ターミナル (2)（朝日ソノラマ）ISBN 9784257690320
- 鉄道ターミナル (3)（朝日ソノラマ）ISBN 9784257690337
- 鉄道ターミナル (4)（朝日ソノラマ）ISBN 9784257690344
- なつかしの蒸気機関車（朝日ソノラマ）ISBN 9784257033233
- 特急(1)東日本編（山と渓谷社）
- 特急(2)西日本編（山と渓谷社）
- 竹島紀元作品集　鉄路に魅せられて（心交社）ISBN 9784883024728
- 日本の名列車（祥伝社新書）ISBN 439611043X
- 愛しの蒸気機関車（祥伝社新書）ISBN 9784396110895
- 機関車よ、峠を越えて走れ!（ダイヤモンド社）ISBN 9784478070826
- 「秘境・バム鉄道の旅」（『地球の歩き方71 シベリア＆シベリア鉄道とサハリン '95～'96年版』掲載。ダイヤモンド・ビッグ社 ／ダイヤモンド社、1994年。ISBN 4478038147）

## 映像作品
- くろがねの馬　蒸気機関車
- 雪の行路
- 望郷の鉄輪　C62ニセコ けむりの旅路
- 長声一発！　青函連絡船の旅路
- 阿蘇のけむり　SLあそBOY
- 汽車　日本の動態保存SL
- 映像詩幻走
- 思い出の木曾森林鉄道
- 津軽の鉄道
- 北海道の鉄道シリーズ　全5巻
- 思い出の国鉄シリーズ　全18巻